# Сташків Йосип Євстахійович
Йосип Євстахійович Сташків (псевдо: «Зорян»; нар. 1922, с.Дички, нині Івано-Франківський район, Івано-Франківська область — пом. 23 грудня 1950, с.Княгиничі, нині Івано-Франківський район, Івано-Франківська область) — український військовик, лицар Бронзового хреста бойової заслуги УПА.

## Життєпис
Член Юнацтва ОУН, стрілець СБ ОУН (1945-1950). Загинув у бою з облавниками. Відзначений Бронзовим хрестом бойової заслуги (30.11.1949). 